# La Grande Malbouffe
La Grande Malbouffe (France) ou Le p'tit gros des glosettes (Québec) (The Heartbroke Kid) est le 17e épisode de la saison 16 de la série télévisée d'animation Les Simpson.

## Synopsis
L'inspecteur Chalmers et le principal Skinner ont décidé d'installer des nouveaux distributeurs automatiques dans les couloirs de l'école ; ce qui fait la joie de tous les enfants à l'exception de Lisa qui découvre que les produits vendus sont nocifs. Depuis que Bart y a goûté, cette nourriture a remplacé celle que prépare Marge. Après trois semaines de gavage intensif, Bart devient obèse et a une crise cardiaque ! Malgré les recommandations du docteur Hibbert, il continue à manger tout ce qui lui passe entre les mains, essentiellement des boissons gazeuses et des apéritifs. Ne sachant plus quoi faire, Homer et Marge décident de l'envoyer dans un centre de désintoxication pour obèses, ce qui n'est pas sans problèmes.
La cure que suit Bart coûte tellement cher que ses parents se voient obligés d'ouvrir les portes de leur maison pour en faire une auberge de jeunesse.

## Références culturelles

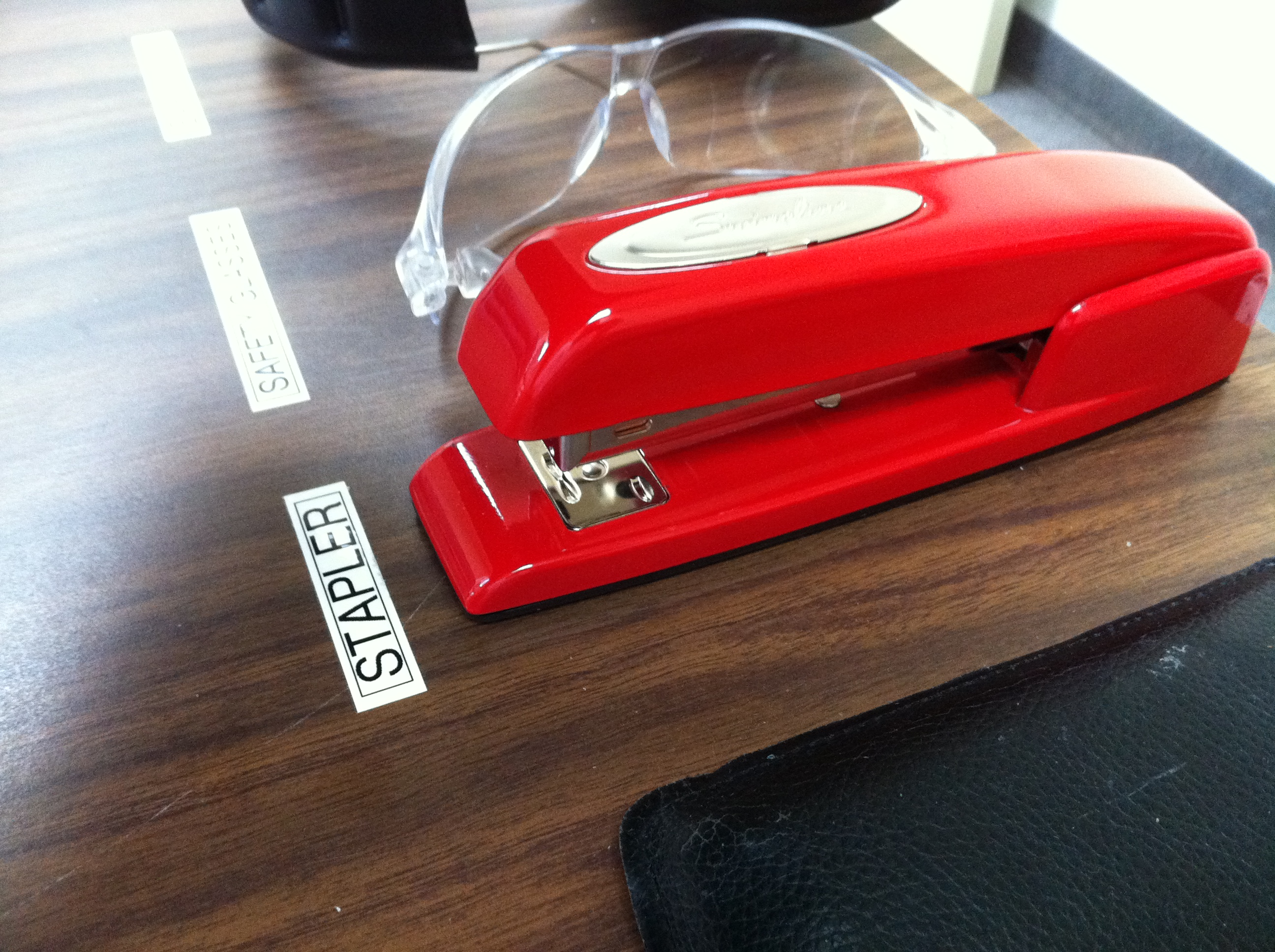
L'agrafeuse Swingline, outil de bureau devenu objet culte dans sa version rouge vif